# (10687) 1980 XX
A (10687) 1980 XX a Naprendszer kisbolygóövében található aszteroida. A Bíbor-hegyi Obszervatóriumban fedezték fel 1980. december 7-én.

## Kapcsolódó szócikk
- Kisbolygók listája (10501–11000)